# Charlesland
Charlesland är en ort i republiken Irland.   Den ligger i provinsen Leinster, i den östra delen av landet, 26 km sydost om huvudstaden Dublin. Charlesland ligger 90 meter över havet och antalet invånare är 1 800.
Terrängen runt Charlesland är kuperad västerut, men åt sydost är den platt. Havet är nära Charlesland åt nordost.Runt Charlesland är det ganska tätbefolkat, med 75 invånare per kvadratkilometer. Närmaste större samhälle är Dún Laoghaire, 19,1 km norr om Charlesland. Trakten runt Charlesland består i huvudsak av gräsmarker.